# Parade (militair)

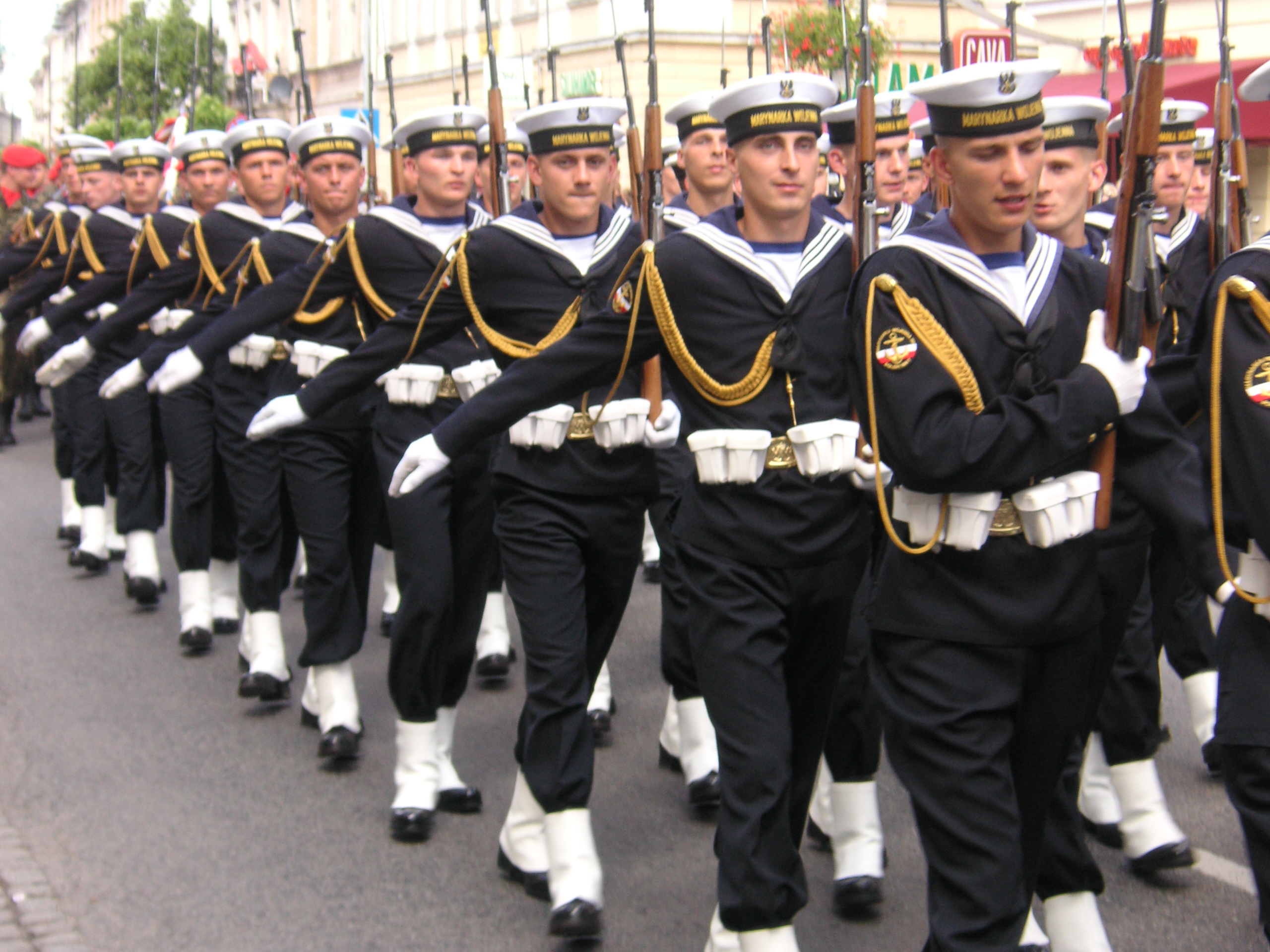
Militaire parade in Warschau in 2006

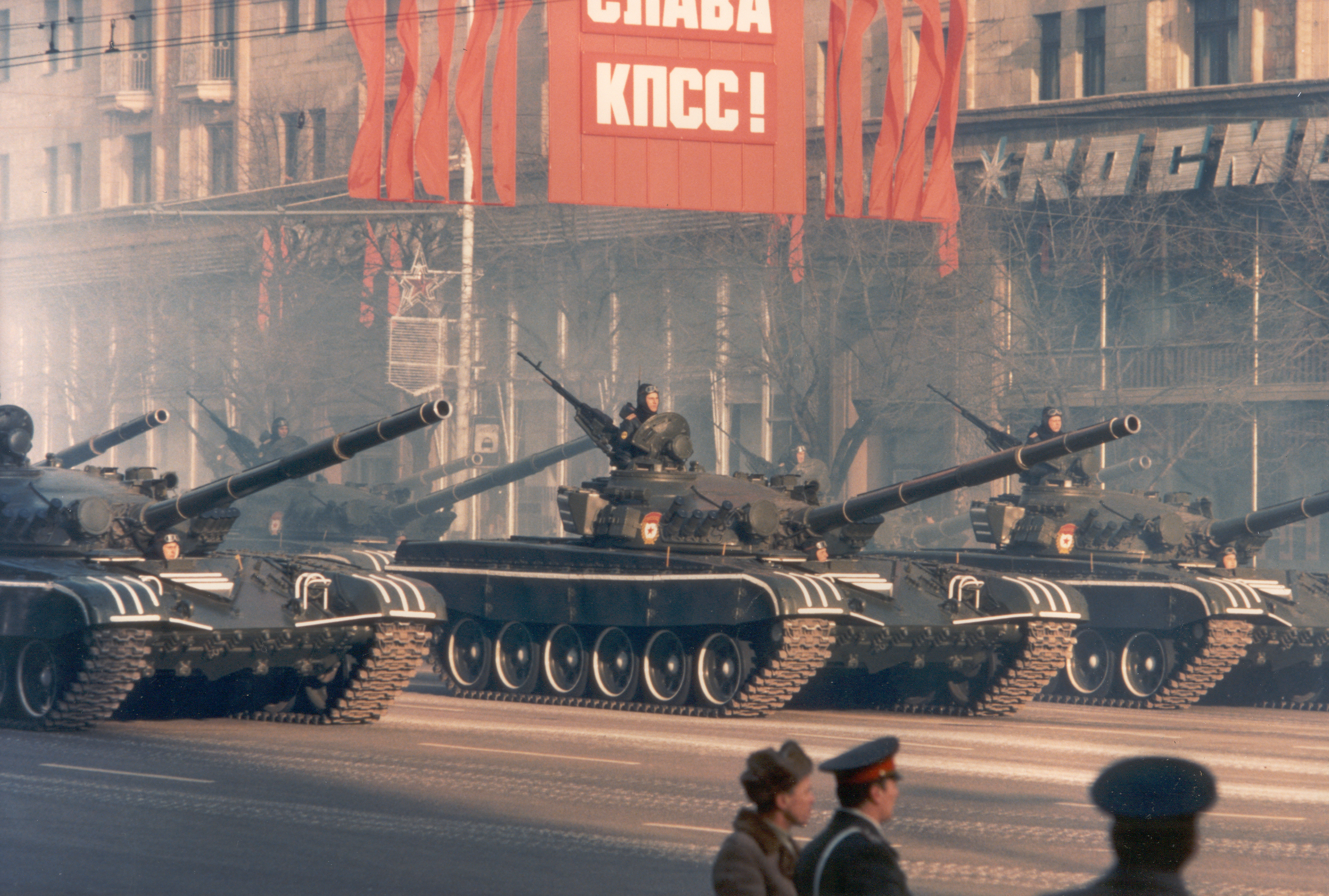
Militaire parade in Moskou in 1983

Een parade is een optocht van representatieve legeronderdelen die meestal wordt gadegeslagen door hoogwaardigheidsbekleders op een aparte tribune en "gewone" mensen opgesteld langs de route van de voorbijtrekkende militairen. De meeste landen houden op zijn tijd een parade, vaak naar aanleiding van een bepaalde herdenkingsdag van nationaal belang.
Het tweede doel is dikwijls, meestal niet openlijk geuit, om aan het buitenland te laten zien wat men in huis heeft en ook om landgenoten trots te laten zijn op hun leger.
Bekende parades zijn:
- In Moskou op 9 mei, de Dag van de Overwinning.
- In Londen op de tweede of derde zaterdag in juni, de Trooping the Colour.
- In Den Haag op de laatste zaterdag in juni, Nederlandse Veteranendag
- In Parijs op 14 juli, de Franse nationale feestdag
- In Brussel op 21 juli, de Belgische nationale feestdag.